# 모모코 120%
〈모모코 120%〉(Momoko 120%)는 자레코에서 제작, 1986년에 출시한 아케이드용 액션 게임이다. 파생 작품인, 패밀리 컴퓨터용 게임인「우루세이 야츠라 라무의 웨딩 벨」나, 휴대용 게임인「모모코1200%」에 대해서도 맞추어 설명한다.

## 개요
총 6스테이지로 구성되어 있다. 주인공의 모모코를 십자 레버와 2개의 버튼(샷, 점프)으로 조작한다. 십자 레버의 좌우는 좌우 이동, 아래는 주저 앉는 위는 일어서는 조작이 된다.스테이지가 되는 건물의 옥상까지 이동, 옥상에서 기다리는 비행선에 잡히면 스테이지 클리어가 된다. 건물 아래에서는 서서히 불길이 올라오며, 불길에 닿으면 미스가 된다.
층을 이동하려면 에스컬레이터를 사용하는 것이 일반적이고, 에스컬레이터의 출입구의 받침대를 탄 상태로 상하 방향으로 레버를 넣는 것으로 층을 이동할 수 있다. 예외적으로, 워프 도어나 트램펄린을 이용하는 경우도 있다. 워프 도어의 행선지는 다른 층의 경우도 있으면, 같은 층의 경우도 있다. 또, 별공간(허들주와 같은 장면)에 워프해, 별공간의 클리어 후에 원래의 건물에 되돌려지기도 한다.
건물의 도중에는 적 (UFO나 몬스터와 같은 것이 많다)이 등장하지만, 산탄총을 사용해 넘어뜨릴 수 있다. 적에게 접촉하면 미스가 된다.
층의 도중은 마루가 빠져 있는 부분이 있어, 떨어지면 불길에 말려 들어가게 된다. 점프 해 뛰어넘는 좌우로 이동하는 마루에 뛰어 이동하는 점프로 천정의 파이프 등에 매달리고 건너편 물가에 건너는 등의 조작이 필요하지만, 점프중이나 파이프에 매달리고 있는 동안은 산탄총을 쏠 수 없기 때문에, 미스의 위험성은 높아진다.
스테이지로 나아가는 것에 따라 모모코는 성장한다. 유치원(4세)으로부터 시작되어, 마지막에는 20세의 웨딩 드레스 차림의 스테이지가 된다. 스테이지와 성장 과정의 관계는 이하와 같다. 6 스테이지 종료후는 스테이지 1으로부터 시작되는 이른바 루프 게임이다.
- 스테이지 1 - 사쿠라 유치원(4세)
- 스테이지 2 - 사쿠라 초등학교(6세)
- 스테이지 3 - 사쿠라 중학교(12세)
- 스테이지 4 - 사쿠라 고등학교(15세)
- 스테이지 5 - 아이돌가수 데뷔(18세)

방송국풍의 스테이지.
- 스테이지 6 - 웨딩(20세)

보너스 스테이지. 30초의 제한 시간내에 반지나 결혼 아이템을 취해, 채플에 들어가면 클리어(결혼)가 된다.
덧붙여 통상 상태(불길이 다가오지 않은 상태)로의 BGM에는「램의 러브송」이 사용되고 있다(파생 작품도 참조).

## 파생 작품
우루세이 야츠라 라무의 웨딩 벨
1986년 10월 23일에 쟈레코보다 발매의 패밀리 컴퓨터용 소프트. 동시기에 업무용으로서 등장 가동하고 있던「모모코120%」의 캐릭터 변경 이식 작품.내용은 오리지널의 업무용을 베이스로 한 거의 동일한 것으로, 주인공이 모모코로부터 라무로 변경되어 그 외의 캐릭터도 우루세이 야츠라에 연관된 것으로 변경되고 있다. 게임중은 다른 파는 별캐릭터가 도움 캐릭터로서 등장하거나 라무의 코스튬이 복수(호피무늬 비키니나 양복) 준비되어 있는 등, 가정용 독자적인 추가 사양도 몇개인가 볼 수 있었다. 이러한 경위로부터, 우루세이 야츠라 타이틀을 씌우고 있지만, 세계관은 원작과는 완전히 다른 것이 되어 버리고 있다. BGM는 업무용과 같은 애니메이션의 주제가의 「라무의 러브송」이 사용되어 TVCM에는 애니메이션판과 같이 라무역의 히라노문이 나레이션을 담당하고 있었다.
모모코1200%
휴대폰 앱에도 이식되고 있다. 2006년 2월 28일발매. 타이틀은 「모모코120%」는 아니고 「모모코1200%」에 제목을 고침. 아케이드판은 스테이지 진행에 의해서 고정적으로 성장해 가는데 대해, 본작에서는 클리어의 방법에 의해서 성장의 방법(진학처의 학교나 직업)이 변화하게 되어 있다.

## 관련 작품
게임 천국
모모코가주인공의 한 명으로서 등장하는 슈팅 게임.